# Tom Clancy's EndWar (romance)
Tom Clancy's EndWar é o primeiro romance da série Tom Clancy's EndWar. O livro foi escrito sob o pseudônimo de David Michaels e lançado em 4 de fevereiro de 2008 pela editora Berkley Books. Ele é baseado na série de jogos eletrônicos homônima, que foi publicada pela Ubisoft e lançado para Nintendo DS, PlayStation 3, PSP, Microsoft Windows e Xbox 360 aofinal do mesmo ano. O livro fornece um relato ficcional de uma suposta Terceira Guerra Mundial e intercala o foco entre uma equipe da Força Estados Unidos, a Joint Strike e outros grupos militares de os EUA e da Federação Russa. A maior parte da história se passa no Canadá, especificamente em Alberta e nos Territórios do Noroeste.